# Robin Beanland
Robin Beanland (surnommé The Bean, né le 27 août 1968) est un compositeur de musique de jeu vidéo, qui a travaillé sur plusieurs jeux Rare, notamment Killer Instinct, Conker's Bad Fur Day (dont il a coécrit le scénario avec Chris Seavor) et plusieurs autres jeux. Avant d'exercer dans le domaine du jeu vidéo, Beanland a composé des musiques pour la télévision et le cinéma.

## Jeux
- Donkey Kong Country (SNES) (avec Eveline Fischer et David Wise)[2]
- Killer Instinct (SNES, Arcade)
- Killer Instinct 2 (Arcade)
- Killer Instinct 2 (N64)
- Conker's Pocket Tales (GBC) (avec Eveline Fischer)
- GoldenEye 007 (N64)
- Jet Force Gemini (N64)
- Conker's Bad Fur Day (N64)
- Sabre Wulf (GBA)
- It's Mr. Pants (GBA) (avec Eveline Fischer et David Wise)
- Banjo-Pilot (GBA) (avec Jamie Hughes)
- Conker: Live & Reloaded (Xbox)
- Kameo: Elements of Power (Xbox 360)
- Viva Piñata (Xbox 360) (avec Grant Kirkhope)
- Banjo-Kazooie: Nuts & Bolts (Xbox 360) (avec Grant Kirkhope et Dave Clynick)
- Kinect Sports (Xbox 360) (avec Dave Clynick)
- Kinect Sports: Season Two (Xbox 360)
- Fable Heroes (Xbox 360)
- Kinect Play Fit (Xbox 360)
- Kinect Sports Rivals (Xbox One)
- Rare Replay (Xbox One)
- Sea of Thieves (Xbox One, Microsoft Windows)

## Distinctions
En 2001, Beanland est nommé et a remporté un British Academy of Film and Television Arts award pour Conker's Bad Fur Day.